# آرارات سارگسیان
آرارات وانیکی سارگسیان (ارمنی: Արարատ Վանիկի Սարգսյան؛ زاده ۲۰ اکتبر ۱۹۵۶) نقاش اهل ارمنستان است.

## زندگی‌نامه
وی در ۲۰ اکتبر ۱۹۵۶ در لنیناکان به دنیا آمد و از کالج دولتی هنرهای زیبای پانوس ترلمزیان () فارغ‌التحصیل گشت.   وی همچنین برنده جوایزی همچون نقاش شایسته جمهوری ارمنستان (۲۰۰۸) شد.